# Cracked Actor (Live Los Angeles '74)
Cracked Actor (Live Los Angeles '74) is een livealbum van de Britse muzikant David Bowie, uitgebracht als onderdeel van Record Store Day op 22 april 2017, met een cd-uitgave op 16 juni van dat jaar. Het album werd opgenomen tijdens de show in het Universal Amphitheatre op 5 september 1974 tijdens de Diamond Dogs Tour. Enkele beelden kwamen al voor in de BBC-documentaire Cracked Actor. Het album is geproduceerd door Bowie en gemixt door Tony Visconti.
In tegenstelling tot het album David Live, eveneens opgenomen op de Diamond Dogs Tour, bevat dit album meer rhythm-and-blues en de eerste bijdrage van muzikanten die lang met Bowie samen zouden werken, zoals Earl Slick en Carlos Alomar, alsmede Luther Vandross als achtergrondzanger. Enkele nummers zijn opgenomen voor The Gouster, een album dat later zou opgaan in Young Americans.

## Tracklist
- Alle nummers geschreven door Bowie, tenzij anders genoteerd.

1. "Introduction" – 1:47
2. "1984" – 2:55
3. "Rebel Rebel" – 2:31
4. "Moonage Daydream" – 5:17
5. "Sweet Thing / Candidate / Sweet Thing (Reprise)" – 7:41
6. "Changes" – 3:47
7. "Suffragette City" – 3:49
8. "Aladdin Sane" – 5:01
9. "All the Young Dudes" – 4:09
10. "Cracked Actor" – 3:20
11. "Rock 'n' Roll with Me" (Bowie/Warren Peace) – 4:54
12. "Knock on Wood" (Eddie Floyd, Steve Cropper) – 3:16
13. "It's Gonna Be Me" – 7:11
14. "Space Oddity" – 5:23
15. "Future Legend / Diamond Dogs" – 6:58
16. "Big Brother / Chant of the Ever-Circling Skeletal Family" – 4:05
17. "Time" – 5:44
18. "The Jean Genie" – 5:45
19. "Rock 'n' Roll Suicide" – 5:10
20. "John, I'm Only Dancing (Again)" – 8:41

## Musici
- David Bowie: zang, gitaar, mondharmonica
- Carlos Alomar, Earl Slick: gitaar
- Greg Errico: drums
- Doug Ranch: basgitaar
- Mike Garson: piano, mellotron
- Pablo Rosario: conga
- David Sanborn: altsaxofoon, fluit
- Richard Grando: baritonsaxofoon, fluit
- Warren Peace, Ava Cherry, Robin Clark, Anthony Hinton, Diane Sumler, Luther Vandross: achtergrondzang